# Gellért Kis Gábor
Gellért Kis Gábor (Budapest, 1946. október 20. – 2013. május 15.) főiskolai tanár, magyar újságíró, filmes, országgyűlési képviselő (1994–1998).

## Életpályája
Szülei Gellért Gábor (1914–1987) újságíró, kritikus és Sugár Zsuzsanna (1916–1981) író, újságíró voltak. Általános és középiskolai tanulmányait a fővárosban végezte el. 1965-ben érettségizett a Móricz Zsigmond Gimnáziumban. 1965–1966 között elvégezte a MÚOSZ Újságíró Iskolát. 1966–1970 között a Marx Károly Közgazdaságtudományi Egyetem hallgatója volt. 1967-ben a Képes Újság szerződéses munkatársa, ez év végén vonult be sorkatonai szolgálatra, amit a Hazáért című határőrlapnál teljesített. 1970–1978 között a Magyar Rádió Krónika című rovatában riporter, szerkesztő, a 168 Óra alapító munkatársa volt. 1976–1981 között az ELTE BTK magyar–népművelés szakon végzett tanulmányai után diplomát szerzett. 1978–1992 között a Magyar Televízió munkatársa a Stúdió szerkesztőségében, majd a társadalomtudományi osztályon; dokumentumfilmeket készített az 1945 utáni történelem, gazdaságtörténelem tárgykörében. 1988–1991 között az Élet és Irodalom szerkesztőjeként dolgozott. 1998–2002 között egy reklámcég ügyvezetője volt. 2002–2008 között a Magyar Rádió Közalapítvány kuratóriumának elnökségi tagja, 2004–2008 között elnöke volt.
1969–1989 között az MSZMP, 1989–2001 között az MSZP tagja. 1990 és 1993 között az MSZP V. kerületi szervezetének elnöke, 1992–1994 között kulturális ügyvivő volt. 1994–1998 között Pest megye 7. vk. (Monor) országgyűlési képviselője, az emberi jogi, kisebbségi és vallásügyi bizottság elnöke, az Interparlamentáris Unió (IPU) magyar-indiai tagozatának elnöke volt.

## Családja
1972-ben házasságot kötött Szabó Máriával. Két gyermekük született; Borbála (1973) és Dániel (1983).

## Filmje
- A Viharos emberöltő (Nagy Imréről, 1989) című film ötletadója, írója és szerkesztője volt, operatőr-társrendező Sólyom László.
- Jelentés Erdélyből (1990.) Négyrészes riport-dokumentumfilm a romániai forradalomról, operatőr-társrendező Sólyom László.